# FC 덴보스
FC 덴보스(Football Club Den Bosch)는 1965년 8월 18일에 창단된 네덜란드 스헤르토헨보스의 축구 클럽으로, 현재 에이르스터 디비시에서 활동하고 있다.

## 성적
- 에레디비시 우승

우승 (1): 1948
- 에이르스터 디비시 우승

우승 (4): 1971, 1999, 2001, 2004
- 트베이더 디비시 우승

우승 (5): 1966, 1971, 1999, 2001, 2004
- KNVB 컵 준우승

우승 (1): 1991

## 선수 명단

### 현역
참고: FIFA 자격 규정에 따라 소속된 국가대표팀 국기를 표시합니다. 선수는 복수의 FIFA 비회원국 국적을 가지고 있을 수 있습니다.
| 번호 | 포지션 | 국적 | 이름            |
| ---- | ------ | ---- | --------------- |
| 19   | FW     |      | 데이빗 조나단스 |

| 번호 | 포지션 | 국적 | 이름 |
| ---- | ------ | ---- | ---- |